# Larisa Turčinska
Larisa Nikitina-Turčinska (rusko Лариса Никитина-Турчинская), ruska atletinja, * 29. april 1965, Kostroma, Sovjetska zveza.
Ni nastopila na poletnih olimpijskih igrah. Na svetovnih prvenstvih je osvojila naslov podprvakinje leta 1987 v sedmeroboju, na evropskih dvoranskih prvenstvih pa naslov prvakinje v peteroboju leta 1994. Leta 1990 je bila kaznovana zaradi dopinga. 